# Jerzy Czerwonko
Jerzy Czerwonko (ur. 18 lutego 1936 w Łomży, zm. 3 maja 2012 we Wrocławiu) – polski fizyk. Absolwent Uniwersytetu Wrocławskiego. Od 1974 profesor na Wydziale Podstawowych Problemów Techniki Politechniki Wrocławskiej, a w latach 1983–1984 i 1990–1996 dziekan tego wydziału.

## Życiorys
W 1952 rozpoczął studia wyższe z fizyki teoretycznej na Wydziale Matematyki, Fizyki i Chemii Uniwersytetu Warszawskiego. Od 1955 kontynuował je na Uniwersytecie Wrocławskim na Wydziale Matematyki, Fizyki i Chemii, specjalizując się w teorii fazy skondensowanej. W 1956 został zatrudniony w Instytucie Fizyki Teoretycznej Uniwersytetu Wrocławskiego, gdzie w 1962 uzyskał doktorat z nauk fizycznych. W 1968 uzyskał habilitację się na Uniwersytecie Wrocławskim. W 1968 przeniósł się na Politechnikę  Wrocławską zatrudniając się na stanowisk docenta. W 1974 uzyskał tytuł profesora nadzwyczajnego, a tytuł profesora zwyczajnego – w 1986. W uznaniu zasług został odznaczony między innymi Krzyżem Kawalerskim i Krzyżem Oficerskim Orderu Odrodzenia Polski, Złotym Krzyżem Zasługi, Medalem Komisji Edukacji Narodowej, Złotą Odznaką Politechniki Wrocławskiej. W 2006 otrzymał godność profesora honorowego Politechniki Wrocławskiej.